# Nuno Álvares da Maia
Nuno Álvares da Maia (c. 1000 -?) foi um nobre medieval do Condado Portucalense e senhor dos territórios de Entre Douro e Minho.

## Relações familiares
Casou com Gontronde Gutierrez, de quem teve:
1. D. Ximena Nunes da Maia c. (1020 —?) casada em 1040 com Fernando Lains (1020 —?), Cavaleiro medieval do Reino de Castela e do Reino de Leão e Senhor de Castrojeriz em Espanha.
2. D. Teresa Nunes da Maia